# Jiří Sýkora (běžec)
Jiří Sýkora (* 1. července 1954 Opava, Československo) je bývalý československý atlet, běžec, který se věnoval středním a dlouhým tratím.

## Sportovní kariéra
Začínal jako lyžař v 15 letech, atletice se věnoval jako doplňkovému sportu. Úspěšný byl rovněž jako orientační běžec. Pod vedením trenéra Stanislav Mikesky se zaměřil na atletiku, která se pro něj sportem číslo 1 stala v olympijské sezóně 1980.
V současnosti (2019) je stále držitelem českého rekordu v běhu na 5000 metrů na dráze. Výkonu 13:24,99 dosáhl 1. srpna 1980 na Letních olympijských hrách v Moskvě a ve finále tímto časem obsadil 9. místo. V závodě na 10 000 metrů doběhl ve druhém rozběhu v čase 29:19,8 na 7. místě, což k postupu do patnáctičlenného finále jen těsně nestačilo.
19. června 1981 při Zlaté desítce v Praze vytvořil časem 28:11,51 nový československý rekord v běhu na 10 000 metrů. Dodnes se jedná o čtvrtý nejrychlejší čas české historie. Lépe tuto trať zaběhli jen Lubomír Tesáček (28:09,4), Ivan Uvizl (28:04,4) a Jan Pešava (27:47,90).

### Orientační běh
Stejně jako další úspěšný vytrvalec Ivan Uvizl se Jiří Sýkora věnoval orientačnímu běhu. Mezi jeho největší úspěch patří 3. místo na Mistrovství ČSSR jednotlivců v roce 1975.
| M ČSSR 1972 | H17 - starší dorostenci |           |           | 22. místo |           | TJ Opava |
| M ČSSR 1973 | H19 - junioři           |           |           | 7. místo  |           | TJ Opava |
| M ČSSR 1974 | H19 - junioři           | 1. místo  |           | 10. místo |           | TJ Opava |
| M ČSSR 1974 | H21 - muži              |           | 7. místo  |           |           | TJ Opava |
| M ČSSR 1975 | H21 - muži              | 3. místo  | 7. místo  |           |           | TJ Opava |
| M ČSSR 1977 | H21 - muži              |           | 15. místo | 10. místo |           | TJ Jičín |
| M ČSSR 1978 | H21 - muži              | 4. místo  | 13. místo | disk      |           | TJ Jičín |
| M ČSSR 1979 | H21 - muži              |           | 18. místo |           |           | TJ Opava |
| M ČSSR 1987 | H21 - muži              | 34. místo |           |           | 13. místo | TJ Opava |

## Současnost
V současné době se Jiří Sýkora věnuje pořádání běžeckého závodu Opavská míle a je zakladatelem spolku Běh Opava.
Jiří Sýkora je členem Rotary clubu Opava a podílí se na mnoho dobročinných akcích nejen v okolí Opavy.